# لويد جاي شوارتز
لويد جاي شوارتز (بالإنجليزية: Lloyd J. Schwartz)‏ هو كاتب أمريكي، ولد في 2 مايو 1946 في لوس أنجلوس في الولايات المتحدة.

## وصلات خارجية
- لويد جاي شوارتز على موقع IMDb (الإنجليزية)
- لويد جاي شوارتز على موقع ميوزك برينز (الإنجليزية)
- لويد جاي شوارتز على موقع قاعدة بيانات الفيلم (الإنجليزية)